# Wilhelm Albert
Wilhelm Albert (Hessenthal, 8 september 1898 - Erndtebrück, 21 april 1960) was een Duitse officier en SS-Brigadeführer en Generalmajor in de politie tijdens de Tweede Wereldoorlog. Hij was ook hoofdcommissaris van politie in Łódź en Oppeln.

## Leven
Op 8 september 1898 werd Albert als zoon van een hoofdonderwijzer Josef Albert in Hessenthal geboren. Hij ging naar de Volksschule en het humanistische gymnasium. 

### Eerste Wereldoorlog
In oktober 1916 ging Albert als soldaat in dienst van de Deutsche Heer en werd geplaatst bij de artillerie. Tijdens het verloop van de Eerste Wereldoorlog stapte hij van de Deutsche Heer over naar de Luftstreitkräfte. Albert werd daar als waarnemer opgeleid en ingezet. In januari 1919 nam hij ontslag uit de Heer.

### Interbellum
Van maart 1919 tot juli 1919 was Albert lid van het vrijkorps von Epp. Hij maakte onderdeel uit van het Radfahr-Kie Nr 41 (vrije vertaling: 41e Fietscompagnie). Hierna was Albert lid van de Marschgruppe Würzburg en zat hij in de 2e compagnie. Aan het einde van de ongeregeldheden was hij Leutnant der Reserve.
Albert ging terug naar de universiteit en studeerde filosofie. Hij voltooide een studie in elektrotechniek en hij behaalde een academische graad van een doctor in engineering. Hij ging vervolgens als bedrijfskundig ingenieur werken in Würzburg en Frankfurt am Main.
In 1930 Albert werkte al voor de inlichtingendienst van de NSDAP, zonder partijlid te zijn. Op 1 mei 1932 werd hij lid van de Nationaalsocialistische Duitse Arbeiderspartij en een maand later van de Schutzstaffel (SS). Hij werd op 19 september 1932 als SS-Anwärter ingeschaald. Hierna volgde zijn bevordering tot SS-Scharführer (sergeant). Vanaf 24 mei 1933 tot 1 september 1933 werkte Albert als Nachrichtenführer in de SS-Abschnitt XI. Op 31 juli 1933 werd Albert bevorderd tot officier in de Allgemeine SS, SS-Untersturmführer (tweede luitenant). Na zijn bevordering werd hij benoemd tot commandant van de SD-Oberabschnitt West in Düsseldorf en enige tijd later van de SD-Oberabschnitt Rhein in Frankfurt am Main. Tussen de beide commando's werd Albert bevorderd tot SS-Obersturmführer (eerste luitenant).
In 1935 volgde hij Werner Best op als Personal- und Organisationschef van het SD-Hauptamt. In januari 1936 werd de SD gereorganiseerd en nam Albert de leiding over van het nieuw opgerichte Amt I (Verwaltung) (Ambt I (Administratie)), een van de drie nieuwe SD-Ämter (SD-departementen) op zich. Samen met Reinhard Heydrich, Werner Best, Heinz Jost en Franz Six behoorde hij tijdelijk tot de vijf institutioneel hoogste SD-leiders. Op 30 januari 1935 werd hij benoemd tot leider van de Zentralabteilung I/1 in het Reichssicherheitshauptamt (RSHA). In april 1936 werd hij bevorderd tot SS-Standartenführer (kolonel). Hierna werkte hij als chef van het Amt I en het Amt IVa in het SD-Hauptamt. Op 20 april 1939 werd Albert bevorderd tot SS-Brigadeführer en Generalmajor in de politie. Dit was de hoogste rang die hij in de SS behaalde. 

### Tweede Wereldoorlog
In de loop van de oprichting van het Reichssicherheitshauptamt (RSHA), zou Albert het geplande Amt II "Nachwuchs und Erziehung" overnemen, hierin werden leerplannen en richtlijnen voor loopbanen op SD- en Sipo-scholen ontwikkeld. In de zomer van 1939 werd Albert door Heydrich in de planning meegenomen, maar hij viel bij Heydrich in ongenade. Of dit te wijten was aan een gebrek aan geschiktheid, valt te betwijfelen. Hans-Christian Harten vermoedt eerder dat een vermeende affaire tussen Albert en Heydrichs vrouw in dit verband een rol zou kunnen hebben gespeeld.
Op 13 september 1939 werd Albert benoemd tot hoofdcommissaris van politie in Oppeln. In 1939 werd Albert door Heydrich benoemd tot een van de vijf directeuren van de Nordhav-Stiftung naast Werner Best, Walter Schellenberg, Herbert Mehlhorn en Kurt Pomme. In 1940 behaalde hij zijn doctoraat in filosofie. Op 4 januari 1941 trouwde Albert met Ursula Heinrich (geboren 8 mei 1914 in Berlijn).
Van 18 november 1940 tot 31 maart 1941 was Albert als vervanger bij de III Koloniale Lehrkurse fur SS Fuhrer der Sipo und SD. Deze leergang werd geleid door de Generale di divisione Riccardo Maraffa. De leergang was bedoeld voor mogelijke operaties in het buitenland.
Op 20 maart 1941 werd Albert benoemd tot hoofdcommissaris van politie in Łódź. In het vaktijdschrift Die deutsche Polizei nummer 3/1941, publiceerde hij een antisemitisch artikel waarin hij Łódź "een van de meest criminele steden van Europa" noemde vanwege het hoge aandeel Joden in de stad. In april 1943 inspecteerde Albert het Getto van Łódź.
Na zijn aflossing werd hij in 1944 de opvolger van de Regierungspräsident (regeringspresident) Hans Burkhardt in het Regierungsbezirk Hohensalza van de Wartheland.

## Na de oorlog
Op 27 mei 1945 werd Albert gearresteerd, en geïnterneerd in een krijgsgevangenenkamp voor SS-leden in Fallingbostel. Op 19 juni 1947 tijdens een verhoor ontkende Albert categorisch dat hij iets te maken had met het Getto van Łódź. Hij werd later dat jaar vrijgelaten. Tot het einde van zijn leven werd hij in de Bondsrepubliek Duitsland nooit in verband gebracht met nazimisdaden.
Over het verdere verloop van zijn leven is niets bekend. Op 21 april 1960 overleed hij in Erndtebrück.

## Carrière
Albert bekleedde verschillende rangen in zowel de Allgemeine-SS als Deutsche Heer. De volgende tabel laat zien dat de bevorderingen niet synchroon liepen.
| Datums                         | Deutsche Heer             | Allgemeine-SS          | Politie                    |
| ------------------------------ | ------------------------- | ---------------------- | -------------------------- |
| Oktober 1916                   | Kriegsfreiwilliger        | —                      | —                          |
| 1921 (met RDA van herfst 1918) | Leutnant der Reserve a.D. | —                      | —                          |
| 19 september 1932              | —                         | SS-Anwärter            | —                          |
| 10 februari 1933               | —                         | SS-Scharführer         | —                          |
| 15 april 1933                  | —                         | SS-Truppführer         | —                          |
| 31 juli 1933                   | —                         | SS-Sturmführer         | —                          |
| 15 maart 1934                  | —                         | SS-Obersturmführer     | —                          |
| 20 april 1934                  | —                         | SS-Sturmhauptführer    | —                          |
| 4 juli 1934                    | —                         | SS-Sturmbannführer     | —                          |
| 20 april 1935                  | —                         | SS-Obersturmbannführer | —                          |
| 20 april 1936                  | —                         | SS-Standartenführer    | —                          |
| 20 april 1937                  | —                         | SS-Oberführer          | —                          |
| 20 april 1939                  | —                         | SS-Brigadeführer       | —                          |
| 1944                           | —                         | —                      | Generalmajor in de politie |

- Opmerking: bevoegd mit der Uniform eine der (m.d.U.d.) Generalmajor in de politie te dragen[9][6].

## Lidmaatschapsnummers
- NSDAP-nr.: 1 122 215[8][9] (lid geworden 1 mei 1932[2][3])
- SS-nr.: 36 026[8][9] (lid geworden 1 juni 1932[2] - 1 augustus 1932[3]f)

## Onderscheidingen
Selectie:
- IJzeren Kruis 1914, 2e Klasse[8][9][11] (1918[2][6])
- Kruis voor Oorlogsverdienste, 1e Klasse (1 september 1944[2][3]) en 2e Klasse (1941[2][3])
- Gewondeninsigne 1918 in zwart[2][3]
- Dienstonderscheiding van de SS[9], 2e Graad (12 dienstjaren)[11]
- Commandeur in de Orde van de Italiaanse Kroon[11], 1e Klasse[3] in 1939[2][3]
- Officier in de Orde van Verdienste (Bulgarije) in 1940[2][3]
- Gau Wartheland-Traditionsabzeichen op 5 november 1944[3]